# Suedia în timpul Războiului de Iarnă
Războiul de iarnă a fost un conflic armat ale cărui lupte au durat patru luni, începând cu învazia sovietică în Finlanda de pe 30 noiembrie 1939. Atacul sovietic a avut loc la trei luni după atacul german împotriva Poloniei, invazie care a dus la declanșarea celui de-al doilea război mondial. Suedia nu a fost implicată în mod activ în conflict, dar a sprijinit în mod indirect Finlanda.